# Partia Odrodzenia Narodowego
Ruch Odrodzenia Narodowego (hiszp. Movimiento Regeneración Nacional, MORENA) – meksykańska lewicowa partia polityczna założona w 2014 roku, kierowana przez Andrésa Manuela Lópeza Obradora.